# Лилюгино
Лилюгино — деревня в Оленинском муниципальном округе Тверской области России. До 2019 года входила в состав ныне упразднённого Глазковского сельского поселения.

## География
Деревня находится в юго-западной части Тверской области, в зоне хвойно-широколиственных лесов, на левом берегу реки Белейки, при автодороге 28Н-1159, на расстоянии примерно 19 километров (по прямой) к северо-востоку от Оленина, административного центра округа.

### Часовой пояс
Деревня Лилюгино, как и вся Тверская область, находится в часовой зоне МСК (московское время). Смещение применяемого времени относительно UTC составляет +3:00.

## Население
| 2010 |
| ---- |
| 10   |

### Национальный состав
Согласно результатам переписи 2002 года, в национальной структуре населения русские составляли 75 % из 24 чел.